# Aleksandr Minajew-Cikanowski
Aleksandr Matwiejewicz Minajew-Cikanowski, właśc. Szaja Moszkowicz Cikanowski (ros. Александр Матвеевич Минаев-Цикановский (Шая Мошкович Цикановский), ur. w lutym 1888 w Odessie, zm. 25 lutego 1939 w miejscu egzekucji Kommunarka) – Żyd, funkcjonariusz Czeka/OGPU/NKWD, komisarz bezpieczeństwa państwowego III rangi, zastępca ludowego komisarza przemysłu ciężkiego ZSRR (1938).

## Życiorys
Wykształcenie uzyskał w domu, 1904-1906 członek partii Socjalistów-Rewolucjonistów, bojowiec tej partii, 1908 za działalność w organizacji bojowej eserowców skazany na 10 lat katorgi, w grudniu 1916 zwolniony. Od grudnia 1916 do marca 1917 na zesłaniu w guberni irkuckiej. 
Po rewolucji lutowej i obaleniu caratu amnestionowany, pracował m.in. jako maszynista w wojskowym komitecie technicznym w Chersoniu. Od lutego do maja 1918, po zajęciu terytorium Ukraińskiej Republiki Ludowej przez wojska Państw Centralnych ewakuowany do Rostowa i Moskwy.
Od maja 1918 do lutego 1919 prowadził działalność podziemną w guberni chersońskiej na terytorium Hetmanatu i Ukraińskiej Republiki Ludowej. Po zajęciu Chersonia przez Armię Czerwoną od lutego do czerwca 1919 kierownik gubernialnego wydziału kształcenia politycznego w Chersoniu. Od marca 1919 członek RKP(b). Od czerwca do sierpnia 1919 szef tajnego wydziału operacyjnego i zastępca przewodniczącego gubernialnej Czeki w Chersoniu, od sierpnia do listopada 1919 w Armii Czerwonej, później ponownie w Czece. Od listopada 1921 do października 1924 szef tajnej sekcji operacyjnej kolejno gubernialnej Czeki/gubernialnego oddziału GPU w Mikołajowie, jekaterynosławskiego gubernialnego oddziału GPU, winnickiego i wołyńskiego gubernialnego oddziału GPU i zastępca szefa tych gubernialnych oddziałów GPU, od października 1924 do 25 września 1926 szef wydziału ekonomicznego Pełnomocnego Przedstawicielstwa OGPU w Kraju Północnokaukaskim. 
Od 25 września 1927 do 5 grudnia 1928 szef Oddziału II Zarządu Ekonomicznego OGPU przy Radzie Komisarzy Ludowych ZSRR, od 5 grudnia 1928 do września 1930 szef okręgowego oddziału GPU w Permie, od września 1930 do września 1931 szef Wydziału Ekonomicznego Pełnomocnego Przedstawicielstwa OGPU w obwodzie moskiewskim, od 27 września 1931 do 15 maja 1933 zastępca szefa Zarządu Ekonomicznego OGPU przy Radzie Komisarzy Ludowych ZSRR, od 16 maja 1933 do 25 stycznia 1934 zastępca pełnomocnego przedstawiciela OGPU przy Radzie Komisarzy Ludowych na obwód uralski. Od 25 stycznia do 10 lipca 1934 pełnomocny przedstawiciel OGPU przy Radzie Komisarzy Ludowych na obwód czelabiński, od 15 lipca 1934 do 15 lipca 1936 szef Zarządu NKWD obwodu czelabińskiego, od 29 listopada 1935 starszy major bezpieczeństwa państwowego, od 15 lipca 1936 do 7 kwietnia 1937 szef Zarządu NKWD obwodu stalingradzkiego, 3 kwietnia 1937 awansowany na komisarza bezpieczeństwa państwowego III rangi. Od 7 kwietnia do 11 lipca 1937 zastępca szefa Wydziału III Głównego Zarządu Bezpieczeństwa Państwowego (GUGB), od 11 lipca 1937 do 28 marca 1938 p.o. szefa tego wydziału, od 28 marca do 10 lipca 1938 szef Wydziału VIII Zarządu I NKWD ZSRR, od 29 czerwca do 5 listopada 1938 zastępca ludowego komisarza przemysłu ciężkiego ZSRR. 
6 listopada 1938 aresztowany, 25 lutego 1939 skazany na śmierć przez Kolegium Wojskowe Sądu Najwyższego ZSRR, stracony. Skremowany w krematorium na Cmentarzu Dońskim, prochy pochowano anonimowo (obecnie mogiła zbiorowa nr 1 na Nowym Cmentarzu Dońskim).
W 2012 Sąd Najwyższy Rosji odmówił jego rehabilitacji.

## Odznaczenia
- Order Lenina (22 lipca 1937)
- Order Czerwonej Gwiazdy (20 grudnia 1932)
- Medal jubileuszowy „XX lat Robotniczo-Chłopskiej Armii Czerwonej” (22 lutego 1938)
- Odznaka "Honorowy Funkcjonariusz Czeki/GPU (V)"
- Odznaka "Honorowy Funkcjonariusz Czeki/GPU (XV)" (8 kwietnia 1934)